# Excessive Force
Pour plus de détails, voir Fiche technique et Distribution.
Excessive Force est un film américain réalisé par Jon Hess, sorti en 1993.
Le film suit un policier intègre qui devient la cible d'un parrain de la mafia locale.

## Synospsis
Terry McCain est un détective de la police de Chicago. Avec son équipe, il est impliqué dans une fusillade sanglante, liée au trafic de drogue avec la mafia italienne, au cours de laquelle, trois millions de dollars appartenant à la mafia disparaissent. Terry interroge l'un des gangsters et le contraint à admettre que le tristement célèbre chef du crime DiMarco, l'ennemi juré de Terry, est derrière l'échange de drogue. Cependant, en raison de la force excessive utilisée pour obtenir les aveux, ceux-ci ne tiennent pas devant le tribunal et DiMarco est libéré. Le supérieur de Terry, le capitaine Devlin, bientôt promu chef de la police, dit à Terry qu'il doit maîtriser ses tendances violentes car cela leur a fait perdre de multiples pièces à convictions et nuit à l'image de son service.
Terry, qui vit au-dessus du club de jazz de son ami Jake, est séparé de sa petite amie Anna, un mannequin. Ce soir-là, c'est l'anniversaire de Terry, et il note qu'elle n'appelle pas ; il est également surpris que son collègue et ami Dylan ne lui rende pas visite. Pendant ce temps, DiMarco a envoyé ses hommes pour retrouver l'argent manquant, croyant qu'un des policiers est impliqué dans le vol. Ils se rendent à l'appartement de Dylan, où celui-ci est kidnappé et sa petite amie assassinée. Le lendemain matin, la police enquête dans l'appartement de Dylan, supposant qu'il est mort après avoir découvert le corps de sa petite amie. Devlin avertit Terry de rester en lien avec ses collègues.
Le corps de Dylan est découvert peu après dans une décharge. Dévasté et enragé, Terry fait irruption dans l’un des clubs privés de la mafia, à la recherche de DiMarco. Incapable de localiser le gangster, Terry s'introduit par effraction dans l'appartement d'Anna pour se saoûler et jouer du piano. Anna, confuse, est en colère jusqu'à ce que Terry lui révèle que Dylan est mort. Peu de temps après, un autre collègue de Terry, Frankie, est également tué dans une explosion, et Devlin donne à Terry le feu vert pour faire tout ce qui doit être fait pour venger ses hommes et mettre un terme aux meurtres. Terry fait irruption dans un bar à cocktail appartenant à la mafia avec l'intention de tuer DiMarco, mais il se retrouve incapable de le faire. DiMarco lui dit de « garder l'argent », indiquant qu'il ne l'a pas et approfondissant le mystère de savoir qui l'a volé.
Le lendemain matin, Terry et Anna commencent à se réconcilier. Alors qu'ils discutent de partir en voyage, Terry aperçoit un titre de journal annonçant que DiMarco a été retrouvé mort. Grâce aux témoins qui ont vu Terry au bar ce soir-là, il est désigné comme suspect du meurtre. Jake surprend une émission de radio qui non seulement nomme Terry, mais divulgue également des informations sur Anna, ce qui incite Terry à se précipiter chez elle et à s'assurer qu'elle va bien. C'est alors qu'un gangster s'infiltre dans l'appartement de la jeune femme et essaie de sortir une arme à feu. Terry l'assomme et emmène Anna dans une ferme isolée pour sa protection. Terry et Devlin se donnent rendez-vous, mais quand Terry arrive, il est pris en embuscade par la mafia. Après s'être échappé, il passe devant le club de Jake et voit celui-ci, échanger avec quelques gangsters. Les événements de la journée amènent Terry à conclure que Devlin est un flic corrumpu et que lui et Jake l'ont trahi. Pendant que la police le recherche, Terry rend visite à un autre de ses collègues, Sam, pour obtenir des réponses. Sam explique que Devlin avait des antécédents de corruption, et Terry se rend compte que Devlin a dû faire tuer DiMarco pour l'empêcher de parler.
De retour à la ferme, Anna panse les blessures de Terry et les deux font l'amour. Le lendemain matin, ils sont découverts par la mafia et une fusillade s'ensuit. De retour en ville, Terry affronte Jake, qui est la seule personne encore en vie à savoir où se trouvait la ferme, mais Jake nie avec véhémence l'avoir trahi et expulse Terry du club. Terry emmène Devlin dans un hôtel, où il est révélé que Frankie est toujours en vie et que c'est lui qui a tué DiMarco. Il travaille avec Devlin et la mafia pour obtenir une part de l'argent de la drogue. Devlin ordonne à Frankie de tuer Terry mais celui-ci, hésite à tuer son vieil ami. Plus tard dans la journée, Jake surprend Frankie en train de fouiller l'appartement de Terry afin de localiser l'adresse d'Anna, trouver Terry et le tuer. Dans l'altercation qui s'ensuit, Frankie tire sur Jake, et Terry arrive juste à temps pour appeler une ambulance et apprendre de Jake que Frankie à l'intention de s'en prendre à Anna, qui officie, pour une séance photo, chez un ami.
Terry interrompt le tournage et lui et Frankie se battent jusqu'à ce que Devlin apparaisse également, tuant Frankie. Terry et Devlin, se lancent dans une course-poursuite jusqu'à ce que ce dernier, tombe du toit et soit tué. Terry et Anna rendent visite à Jake à l'hôpital, qui va bien et a pardonné à Terry.

## Fiche technique
- Titre : Excessive Force
- Réalisation : Jon Hess
- Scénario : Thomas Ian Griffith
- Musique : Charles Bernstein
- Photographie : Donald M. Morgan
- Montage : Alan Baumgarten
- Production : Oscar L. Costo, Thomas Ian Griffith & Erwin Stoff
- Sociétés de production : 3 Arts Entertainment, Ian Page Productions & New Line Cinema
- Société de distribution : New Line Cinema
- Pays d’origine :  États-Unis
- Langue originale : anglais
- Format : couleurs – 2,35:1 – 35 mm, cinéma numérique - son Dolby Digital
- Genre : Action, Policier
- Durée : 87 min
- Budget : 13 millions de dollars
- Dates de sortie :
  - États-Unis : 14 mai 1993
  - France : 20 juillet 1994[1]

## Distribution
- Thomas Ian Griffith (VF : Philippe Vincent) : Le détective Terry McCain
- Lance Henriksen (VF : Daniel Sarky) : Le capitaine Raymond Devlin
- Charlotte Lewis (VF : Rafaèle Moutier) : Anna Gilmour
- Tony Todd (VF : Pascal Renwick) : Le détective Frankie Hawkins
- James Earl Jones (VF : Sady Rebbot) : Jake
- Burt Young (VF : Roger Crouzet) : Salvatore DiMarco
- W. Earl Brown (VF : Emmanuel Karsen) : Vinnie DiMarco
- Tom Hodges : Le détective Dylan
- Danny Goldring : Le lieutenant Landry
- Richard Mawe : Le sergent Sam Atwell
- Turk Muller (VF : Michel Tugot-Doris) : L'homme de main de DiMarco qui "égare" la mallette
- Ian Gomez : Lucas
- Paula Anglin : Yvonne

## Box-office
Excessive Force dont le budget était de 13 Millions de dollars n'a rapporté que 1 152 117 $ au box-office, se transformant en échec. Le film est sorti le 14 mai 1993 dans 501 salles, ne rapportant que 308 499 $ lors de son week-end d'ouverture.

## Suite
Bien qu'il ait été éreinté par la critique et fut un fiasco au box-office, le film fit l'objet d'une suite, sortie directement en vidéo, appelée Excessive Force II: Force on Force (1995), qui n'a aucun rapport avec le premier film et ne reprenant aucun élément de son scénario.